# Джеффрі Кіруї
Джеффрі Кіруї (англ. Geoffrey Kirui) — кенійський легкоатлет, бігун на довгі дистанції, марафонець, чемпіон світу.
Золоту медаль чемпіона світу Кіруї виборов у марафонському забігові Лондонського чемпіонату 2017 року.

## Зовнішні посилання
- Досьє на сайті IAAF [Архівовано 17 травня 2017 у Wayback Machine.]